# Tichov
Tichov (jusqu'en 1924 : Cichov ; en allemand : Zichow) est une commune du district et de la région de Zlín, en République tchèque. Sa population s'élevait à 317 habitants en 2020.

## Géographie
Tichov se trouve à 5 km au nord-ouest de Valašské Klobouky, à 24 km à l'est-sud-est de Zlín, à 101 km à l'est de Brno et à 275 km au sud-est de Prague.
La commune est limitée par Pozděchov au nord, par Lačnov à l'est, par Valašské Klobouky au sud et par Drnovice à l'ouest.

## Histoire
La première mention écrite du village date de 1422.

## Transports
Par la route, Tichov se trouve à 6 km de Valašské Klobouky, à 31 km de Zlín, à 125 km de Brno et à 332 km de Prague.